# Hans Teussink
Hermanus Johannes Gerardus Jozef (Hans) Teussink (Oldenzaal, 11 maart 1949 – Utrecht, 17 november 2005) was een Nederlandse generaal-majoor bij het dienstvak van de Technische Staf van de Koninklijke Landmacht.

## Levensloop
Hans Teussink werd geboren in 1949. In 1968 begon hij zijn opleiding aan de Koninklijke Militaire Academie (KMA) en in 1973 rondde hij die studie af. Van 1978 tot 1983 studeerde hij werktuigbouwkunde aan de Technische Universiteit (TU) te Delft en rondde die met succes af, waarna hij over ging naar het dienstvak van de Technische Staf.
Tussen 1989 tot 1992 diende Teussink als landmachtattaché, tevens adjunct-defensieattaché, te Bonn. In 1995 was hij in de rang van kolonel commandant van het Nederlands/Belgische transportbataljon van de UNPROFOR (later IFOR) troepen in voormalig Joegoslavië, tevens was hij contingentscommandant van het Nederlandse contingent troepen. Als brigadegeneraal bekleedde hij onder meer de functie van souschef Materieel, directeur Plannen en Internationale Materieelbetrekkingen en souschef Command- & Control, Communicatie en Informatiesystemen (C3I). In 2002 was hij enige tijd waarnemend chef-staf, tevens plaatsvervangend commandant, van het Nationaal Commando (NATCO). 
Op 13 december 2002 werd hij tot generaal-majoor bevorderd en benoemd tot directeur Materieel Koninklijke Landmacht, Later ging dat op in commandant van het Materieellogistiek Commando van de Landmacht.